# Joseph Drechsler
Vous pouvez partager vos connaissances en l’améliorant (comment ?) selon les recommandations des projets correspondants.
Joseph Drechsler, de son vrai nom Josef Traxler, né le 26 mai 1782 à Vlachovo Březí (en royaume de Bohême) et décédé le 27 février 1852 à Vienne, est un chef d'orchestre, compositeur et pédagogue autrichien.

## Biographie
Joseph Dreschsler est le fils d'un cantor de Vlachovo Březí, qui est son premier professeur de musique. A l'âge de dix ans, il entre en tant que chanteur dans le chœur de garçons du monastère bénédictin de Vornbach à Passau. Il y fréquente l'école de grammaire latine et s'initie à l'orgue et à la basse continue avec un certain Grotius. Il étudie la philosophie, la théologie et le droit à Prague, mais rien de tout cela ne l'intéresse. Il compose pendant cette période une Missa Solemnis (1804), diverses œuvres pour piano et une romance pour voix et piano.
En 1807, il rend à Vienne et devient le premier chef d'orchestre du théâtre de Leopoldstadt et accompagnateur à l'opéra de Vienne. En 1812, il compose sa première œuvre lyrique, Die Feldmühle. Il devient directeur musical aux théâtres de Baden et Bratislava. En 1815, il est nommé au poste d'organiste de l'Église des Servites (Vienne). En même temps, il ouvre une école de musique et donne des cours de continuo et de basse continue. L'année suivante, il est maître de chapelle de l'église Sainte-Anne et quelques années plus tard (1823) chef d'orchestre à l'église de l'Université et à la paroisse de la Cour.
Il ne renonce pas à ses ambitions dans l'opéra et le théâtre. De 1821 à 1822, il est chef d'orchestre au Theater in der Josefstadt, où il dirige sa musique de scène pour la pièce de Karl Meisl Das Bild des Fürsten et en octobre 1822 La Consécration de la maison (Die Weihe des Hauses) de Beethoven. Drechsler est ensuite maître de chapelle au Leopoldstädter Theater. Au cours de son mandat dans ce théâtre, il compose la musique pour 35 opéras, comédies musicales, opérettes et pièces de théâtre, dont trois œuvres Ferdinand Raimund : Der Diamant des Geisterkönigs (1824), Das Mädchen aus der Feenwelt (1826) et Die unheilbringende Zauberkrone (1829).
D'autre part, Drechsler est un professeur de musique respecté. Il est notamment le professeur de Johann Strauss II.
En 1844, il devient, après la mort de l'ancien maître de chapelle Johann Gänsbacher, maître de à la cathédrale Saint-Étienne de Vienne, poste qu'il occupe jusqu'à sa mort le 27 février 1852. Il est inhumé au cimetière Sankt Marxer de Vienne.

## Œuvres

### Musique religieuse
- 10 grands messes et 6 messes brèves
- 1 Requiem
- 1 Te Deum
- 2 Veni Sancte Spiritus
- 20 graduels et offertoires
- 3 grandes cantates, dont l'une de l’inauguration d'un nouveau temple à Leopoldstadt.

### Opéras
- Die Feldmühle (1812)
- Pauline (1821)

### Chansons
- Die Feen aus Frankreich
- Capriciosa
- Gisperl und Fisperl
- Fee Sanftmut und Fee Gefallsucht
- Silphide
- Der Berggeist
- Idor, der Wanderer
- Der Diamant des Geisterkönigs
- Klaudine von Villa-Bella
- Die Wölfin um Mitternacht
- Die Wunderbrille
- Lisko und Saldino
- Oskar und Tina
- Das grüne Männchen
- Die Grätzer in Wien
- Der Bauer als Millionär

### Autres
- Die Rose von Biterbo (oratorio profane)
- Un grand nombre de sonates pour piano, orgue, quatuors à cordes et des ouvertures.
- Des chansons, duos et trios, compositions pour chœurs mixtes et masculins

## Source de traduction
- (de) Cet article est partiellement ou en totalité issu de l’article de Wikipédia en allemand intitulé « Joseph Dreschsler » (voir la liste des auteurs).